# إف كي أتيراو
إف كي أتيراوهو ناد كازاخي لكرة القدم أنشأ سنة 1980 ومقره في أتيراو ويلعب في دوري كازاخستان الممتاز.